# Pierre-Henri Raphanel
Pierre-Henri Raphanel (Algír, 1961. május 27. –) algériai születésű francia autóversenyző, az 1985-ös francia Formula–3-as bajnokság győztese.

## Pályafutása

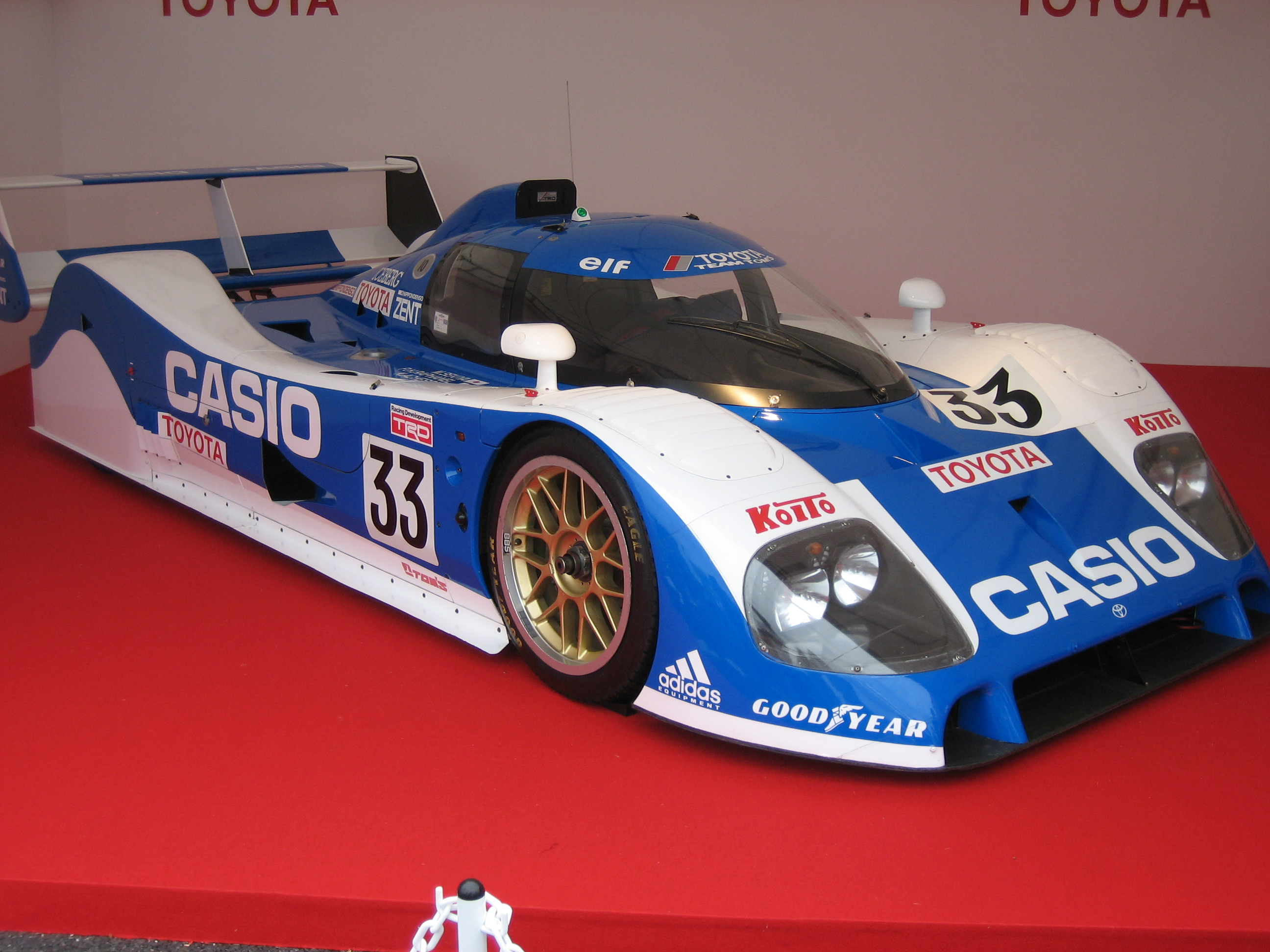
Raphanel egyik autója (Toyota TS010)

1983-ban és 1984-ben hazája Formula–3-as sorozatában versenyzett. A 83-as szezont harmadikként zárta, majd a következő évben megnyerte a bajnokságot. 1984-ben a monacói Formula–3-as nagydíjon is győzött.
1986 és 1988 között a nemzetközi Formula–3000-es sorozatban versenyzett. Ez időszak alatt nem ért el jelentősebb sikereket.
Részt vett az 1988-as Formula–1-es világbajnokság szezonzáró versenyén Ausztráliában. A Larrousse csapat autójával szerepelt a viadalon, a futamra azonban már nem tudta kvalifikálni magát. 1989-ben már a szezon összes versenyén elindult; tízen a Coloni, további haton pedig a Rial csapatával. Mindössze egyszer, a monacói nagydíjon jutott túl a kvalifikáción. Ezen a futamon váltóhiba miatt nem ért célba.
Ezt követően 2000-ig több túraautó-sorozatban versenyzett, valamint állandó résztvevője volt a Le Mans-i 24 órás versenyeknek.

## Eredményei

### Le Mans-i 24 órás autóverseny
| Év   | Csapat               | Autó                   | Csapattárs          | Csapattárs         | Helyezés | Kiesés oka |
| ---- | -------------------- | ---------------------- | ------------------- | ------------------ | -------- | ---------- |
| 1986 | Primagaz Team Cougar | Cougar C12             | Yves Courage        | Alain de Cadenet   | 18.      |            |
| 1987 | Primagaz Compétition | Cougar C20             | Yves Courage        | Hervé Regout       | 3.       |            |
| 1988 | Primagaz Competition | Cougar C20B            | Michel Ferté        |                    | Kiesett  | ?          |
| 1989 | Joest Racing         | Porsche 962C           | Frank Jelinski      | Louis Krages       | Kiesett  | ?          |
| 1990 | Toyota Team SARD     | Toyota 90C-V           | Roland Ratzenberger | Naoki Nagasaka     | Kiesett  | Motorhiba  |
| 1991 | Peugeot Talbot Sport | Peugeot 905            | Yannick Dalmas      | Keke Rosberg       | Kiesett  | ?          |
| 1992 | Toyota Team Tom’s    | Toyota TS010           | Masanori Sekiya     | Kenny Acheson      | 2.       |            |
| 1993 | Toyota Team Tom’s    | Toyota TS010           | Andy Wallace        | Kenny Acheson      | Kiesett  | ?          |
| 1994 | Courage Compètition  | Courage C32LM          | Lionel Robert       | Pascal Fabre       | Kiesett  | Motorhiba  |
| 1995 | GTC Gulf Racing      | McLaren F1 GTR         | Philippe Alliot     | Lindsay Owen-Jones | Kiesett  | Baleset    |
| 1996 | Gulf Racing          | McLaren F1 GTR LM      | David Brabham       | Lindsay Owen-Jones | 5.       |            |
| 1997 | Gulf Team Davidoff   | McLaren F1 GTR         | Anders Olofsson     | Jean-Marc Gounon   | 2.       |            |
| 1998 | Joest Racing         | Porsche LMP1           | James Weaver        | David Murry        | Kiesett  | Motorhiba  |
| 2000 | Panoz Motorsports    | Panoz LMP-1 Roadster S | Johnny O’Connell    | Hiroki Katō        | 5.       |            |

### Teljes Formula–1-es eredménysorozata
(Táblázat értelmezése)

(Félkövér: pole-pozícióból indult; dőlt: leggyorsabb kört futott) 

| Év   | Csapat            | Modell      | Motor       | 1       | 2       | 3      | 4       | 5       | 6       | 7       | 8       | 9       | 10      | 11     | 12     | 13     | 14     | 15     | 16     | Helyezés | Pont |
| ---- | ----------------- | ----------- | ----------- | ------- | ------- | ------ | ------- | ------- | ------- | ------- | ------- | ------- | ------- | ------ | ------ | ------ | ------ | ------ | ------ | -------- | ---- |
| 1988 | Larrousse Calmels | Lola LC88   | Cosworth V8 | BRA     | SMR     | MON    | MEX     | CAN     | DET     | FRA     | GBR     | GER     | HUN     | BEL    | ITA    | POR    | ESP    | JPN    | AUS Nk | -        | 0    |
| 1989 | Coloni SpA        | Coloni FC88 | Cosworth V8 | BRA NeK | SMR NeK | MON Ki | MEX NeK | USA NeK |         |         |         |         | HUN NeK |        |        |        |        |        |        | -        | 0    |
| 1989 | Coloni SpA        | Coloni C3   | Cosworth V8 |         |         |        |         |         | CAN NeK | FRA NeK |         |         |         |        |        |        |        |        |        | -        | 0    |
| 1989 | Coloni SpA        | Coloni FC3  | Cosworth V8 |         |         |        |         |         |         |         | GBR NeK | GER NeK |         |        |        |        |        |        |        | -        | 0    |
| 1989 | Rial Racing       | Rial ARC2   | Cosworth V8 |         |         |        |         |         |         |         |         |         |         | BEL Nk | ITA Nk | POR Nk | ESP Nk | JPN Nk | AUS Nk | -        | 0    |